# Мухачёв, Борис Иванович
Борис Иванович Мухачёв (29 марта 1931, Черепаново Новосибирской обл. — 7 февраля 2016) — советский и российский историк, специалист по истории Дальнего Востока, истории революции и Гражданской войны, а также советского строительства в специфических условиях Севера. Доктор исторических наук (1987), профессор (1993). Работал в ДВО РАН, в Институте истории, археологии и этнографии народов Дальнего Востока которого проработал более 40 лет, его главный научный сотрудник.

## Биография
Родился в семье ветеринарного врача и учительницы, рос в райцентре селе Сорокино на Алтае. С 1945 г. жил в Ессентуках на Северном Кавказе, закончил там среднюю школу. Проучился год на литературном факультете Пятигорского пединститута. Однако в 1950 году перебрался в Москву.
Окончил заочно Московский историко-архивный институт (1956). В том же году был направлен в г. Томск в Центральный государственный архив РСФСР Дальнего Востока, где до 1960 года трудился старшим научным сотрудником. В 1960-64 гг. ассистент каф. истории КПСС Томского политехнического ин-та, в 1960-63 гг. аспирант Томского гос. ун-та (под руководством доктора исторических наук профессора И. М. Разгона). С 1964 г. в ДВО РАН, достиг должности завсектором в его Ин-те истории, археологии и этнографии народов Дальнего Востока. В 1987 г. защитил докторскую диссертацию. Скончался после продолжительной болезни. Среди учеников — историк Иван Лапин. Писал, что если бы японцам удалось победить в локальном конфликте на Хасане (1938 года) из-за спора о принадлежности двух приграничных сопок, то следующий их удар пришелся бы уже на Владивосток; параллельно они бы принялись перерезать Транссиб по всему Дальнему Востоку, что стало бы уже полноценной войной.
Автор статей, книг «Становление советской власти и борьба с иностранной экспансией на Северо-Востоке СССР (1917—1920 гг.)» (Новосибирск, 1975), «Борцы за власть Советов на Камчатке» (Петропавловск-Камчатский, 1977), «Вымпелы революции» (Хабаровск, 1980), «Советы Северо-Востока СССР в период социалистической реконструкции народного хозяйства (1926—1936 гг.)» (Магадан, 1987). Составитель сборников документов.
Автор многочисленных публикаций по истории Камчатки и Дальнего Востока. Автор монографии «Александр Краснощёков» (Владивосток, 1999).